# Pobeda (cuirassé)
Pour les articles homonymes, voir Pobeda.
Le Pobeda (en russe : Победа, littéralement « victoire »), était un cuirassé de la classe Peresvet, construit pour la Marine impériale de Russie dans les chantiers navals de la Baltique.
C'était un hybride de croiseur et de cuirassé conçu pour une grande autonomie en mer. Il prit part à la guerre russo-japonaise de 1904-1905. Le 23 novembre 1904, il fut sabordé à Port-Arthur. Capturé par les Japonais, le 17 octobre 1905, le navire renfloué prit le nom de IJN Suwo.

## Historique

### Carrière dans la Marine impériale du Russie
En 1902, en présence du kaiser Guillaume II d'Allemagne et du tsar Nicolas II de Russie, ce navire prit part à une revue navale. Le 29 octobre 1902, les essais d'artillerie à Libava prirent fin, le bâtiment de guerre rejoignit l'escadron du kontr-admiral Ewald von Stackelberg. Avec le cuirassé Revitzan, les croiseurs Bogatyr, Pallada et Diana, il rejoignit la flotte du Pacifique. Toutefois, au cours de son voyage, le navire présenta des problèmes mécaniques. Le Pobeda fut ancré quelque temps dans le port du Pirée afin de procéder au nettoyage des chaudières. Le 27 mars 1903, le cuirassé quitta le port grec ; en juin de la même année, il accosta à Port-Arthur.

### Guerre russo-japonaise
Dans la nuit du 26 au 27 janvier 1904, le Pobeda, en plein chargement de charbon, fut surpris par une attaque de destroyers japonais. Le cuirassé ne déplora que d'infimes dégâts à bord. Au cours de cet engagement, le navire russe tira deux obus de 152 mm, 18 de 75 mm et 60 projectiles de 47 mm. Le matin du 27 janvier, le Podeba tira sept obus de 254 mm, 66 de 152 mm, 230 de 75 mm.
Peu après le naufrage du Petropavlovsk (31 mars 1904), le Pobeda explosa à son tour sur une mine. L'explosion se produisit à bâbord près de la réserve de charbon, occasionnant une brèche de 8 × 5,3 mètres à 5 mètres au-dessous de la ligne de flottaison. Le 29 avril 1904, il fut procédé à l'obturation des brèches. Les neuf canons de 152 mm et de 75 mm furent retirés du navire et installés sur les fortifications de Port-Arthur.
Afin de rallier le port de Vladivostok, le 10 juin 1904, le Pobeda reprit la mer. Le commandant du navire, le capitaine 1er rang Vassili Maksimovitch Zatsarenny, victime de la maladie de la dengue, fut remplacé par V.S  Sarnavsky, commandant du Pallada.
Le 28 juillet 1904, une nouvelle percée du blocus fut tentée par la flotte russe. Dans l'après-midi, en mer Jaune, les forces navales russes rencontrèrent la flotte japonaise. les Japonais concentrant leurs tirs sur le Tsarevitch et le Peresvet, le Pobeda subit relativement peu d'attaque. À bord du cuirassé, des obus de 305 et 203 mm provoquèrent l'inondation de la réserve de charbon et des trois compartiments adjacents. Un obus tomba sur l'un des quartiers des membres d'équipage. Lors de cette bataille, trois marins furent tués, 29 furent blessés dont l'un décédera des suites de ses blessures.
À son retour à Port-Arthur, le Podeba fut une fois de plus engagé dans la défense de la forteresse. La zone no 6 dans la baie du Loup Blanc fut attribuée au cuirassé. Deux canons de 152 mm, quatre de 75 mm, deux de 47 mm, cinq de 37 mm et cinq projecteurs furent transférés sur terre. En outre, l'équipage du bâtiment de guerre fut affecté aux batteries de 254 mm placées sur une falaise.
Le 7 septembre 1904, placés sur les hauteurs d'une montagne avec une large vue sur le port, les Japonais purent ajuster leurs canons de 120 mm, les tirs furent nourris. Le 15 septembre, le Pobeda fut atteint par cinq tirs ennemis, le lendemain, le cuirassé fut de nouveau touché. Le 17 septembre, huit nouveaux tirs endommagèrent le navire et d'autres bâtiments de guerre de la flotte russe. Du 19 septembre au 23 novembre, les nombreux tirs de la flotte japonaise causèrent des dommages irréparables à bord du Podeba. Le 23 novembre 1904, dans de nombreux endroits, les cloisons étanches du cuirassé furent endommagées, de sorte que l'eau envahit toutes les parties provoquant l'inclinaison du navire à tribord. Le Podeba penchant fortement, le commandant ordonna le sabordage du navire. À la tombée de la nuit l'équipage quitta le Podeba.

### Carrière dans la Marine impériale du Japon

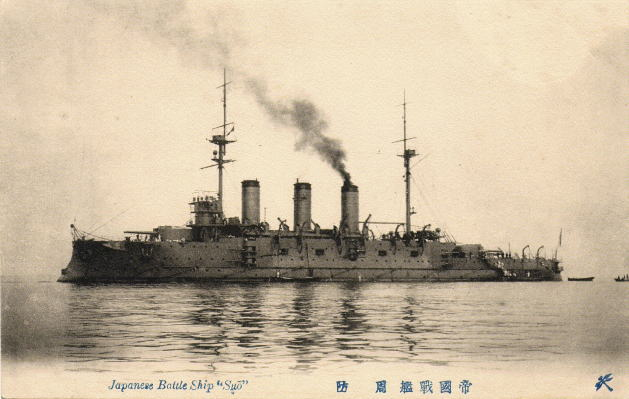
Suwo

Le 17 octobre 1905, les Japonais renflouèrent le Podeba et lui attribuèrent le nom de IJN Suwo. De 1905 à 1907 à Yokosuka, le cuirassé fut en chantier. Les chaudières Belleville furent notamment remplacées par des chaudières japonaises Miyabara, et les canons de 152 mm furent déposés.
En 1909, le Suwo fut affecté à la défense côtière dans la flotte impériale du Japon.

#### Première Guerre mondiale
Au début de la Première Guerre mondiale, le Suwo fut le navire amiral du vice-amiral Sadakachi Kato lors du siège de la concession allemande de Qingdao, du 31 octobre au 7 novembre 1914. Deux bâtiments de guerre de la Royal Navy, le cuirassé HMS Triumph et le destroyer HMS Usk (en) rejoignirent l'escadre japonaise composée d'un certain nombre de navires obsolètes. D'autres bâtiments de guerre japonais plus modernes, comme le transporteur d'hydravions Wakamiya, les cuirassés Kawachi et Settsu, et le croiseur de bataille Kongō, participèrent au blocus de la côte allemande.
En 1922, le Suwo fut affecté à la formation des cadets de la flotte impériale du Japon.
Concernant la date de son démantèlement, les sources diffèrent. Selon les uns, le Suwo aurait été désarmé en 1922 à Kure. Au cours de son démantèlement, le navire aurait chaviré. Redressé, celui-ci aurait été remorqué à Mitsugojima. Selon d'autres sources, au cours de la Guerre du Pacifique, le cuirassé aurait été utilisé comme navire entrepôt. En 1946, il fut remorqué à Kure afin de procéder à son démantèlement.

## Commandant duPodeba
- Vassili Maksimovitch Zatsarenny

## Commandant duSuwo
- Sadakachi Kato

## Sources et bibliographie
- (en) С.В. Farmer, S. Molodtsov, Battleships type « Peresvet » ( « maritime Collection » № 1 pour 1998)
- (en) Tony Gibbons, The Complete Encyclopedia of Battleships et Battlecruisers
- (en) R.A Burt, Japanese Battleships, 1897–1945